# Uncle Boonmee Who Can Recall His Past Lives
Lung Bunmi Raluek Chat (tiếng Anh: "Uncle Boonmee Who Can Recall His Past Lives" là một bộ phim của đạo diễn người Thái Lan Apichatpong Weerasethakul. Ngày 24 tháng 5 năm 2010, tại bế mạc Liên hoan phim Cannes lần thứ 63, phim này đã đoạt giải thưởng cao nhất, giải Cành cọ vàng.
Bộ phim kể về những ngày cuối cùng của một người đàn ông đang hấp hối được gặp lại linh hồn của người vợ và người con trai quá cố. Đây là bộ phim châu Á thứ 6 đoạt "Cành cọ vàng" và là tác phẩm đầu tiên của châu Á đoạt giải này trong hơn một thập kỷ qua.